# The autumn stone
the autumn stone（ジ・オータムストーン）は、日本のロックバンド。

## メンバー
- 菅原龍平（ボーカル・ギター）

2003年にソロプロジェクト「Milco」を結成。2006年にバンド形態に移行するも、2009年に解散。
2009年、ジョン・B・チョッパーのソロプロジェクト「ジョンB & ザ・ドーナッツ！」に参加。
2011年8月、KAN、ジョン・B・チョッパー、ヨースケ@HOMEと共に「Cabrells」を結成。
- 山田貴己（ギター）
- 林 雅弘（ベース）
- 山形 和（ドラムス）

## 概要・略歴
1997年秋、北海道小樽市で結成。
結成後すぐに自主制作テープが地元で話題になる。
それが布袋寅泰の耳に入り、布袋プロデュースにより、彼の新レーベル「アストロノーツスター」の第1弾アーティストとして1999年2月にメジャーデビューする。以降シングル3枚（3rdシングル「雨を追い越して」まで）、アルバム1枚（1stシングル「the autumn stone」）は布袋プロデュースとしてリリースされた。
1999年11月にリリースした4thシングル「中央特快」以降、アストロノーツスター・レーベルを離れるまで長田進（Dr.StrangeLove）がプロデュースを手がけた。
3rdアルバム制作時にアストロノーツスター・レーベルが閉鎖し、制作が中断する。
バンド名をAUTUMN STONEに改名し、2002年11月にインディーズレーベルから3rdアルバム「SLOW BOAT」をリリースを最後に活動休止。

## ディスコグラフィー

### 参加作品
| 発売日         | タイトル                                         | 規格品番   | 曲順      | 楽曲 |
| -------------- | ------------------------------------------------ | ---------- | --------- | ---- |
| 1999年11月10日 | NEXT・ZIP-FM(スペシャルコンピレーションアルバム) | TOCT-24251 | M.10      | neil |
| 2004年12月8日  | 802 HEAVY ROTATIONS ～J-HITS COMPLETE '99-'01    | VICL-61540 | Disc1/M.1 | neil |

## タイアップ一覧
| 使用年 | 曲名           | タイアップ                                              |
| ------ | -------------- | ------------------------------------------------------- |
| 1999年 | 雨を追い越して | JR北海道 CMソング                                       |
| 1999年 | 中央特快       | TBS系『ワンダフル』11月度エンディングテーマ             |
| 2000年 | 光の射す場所   | J-PHONE「STYLISH COLLECTION」CMソング（北海道地区限定） |
| 2000年 | 光の射す場所   | TBS系『HR』エンディングテーマ                           |
| 2000年 | RIVER SOUL     | NHK-BS2『新・真夜中の王国』オープニングテーマ           |
| 2000年 | WILL           | テレビ神奈川（TVK）『LIVE Y』11月度テーマソング         |

## ヘビーローテーション/パワープレイ

### ラジオ
| 放送年 | 曲名             | ラジオヘビーローテーション/パワープレイ |
| ------ | ---------------- | --------------------------------------- |
| 1999年 | 君がいなかったら | NORTH WAVE 1999年2月度POWER PLAY        |
| 1999年 | neil             | FM802 1999年4月度ヘビーローテーション   |